# بیریوکوفکا
بیریوکوفکا (به لاتین: Biryukovka) یک منطقهٔ مسکونی در روسیه است که در استان آستراخان واقع شده‌است.